# Réseau aérien
Pour les articles homonymes, voir Réseau (homonymie).

Exemple du réseau aérien de la compagnie South African Airways en 2010.

Un réseau aérien est constitué de l'ensemble des routes aériennes et des aéroports utilisés par les compagnies aériennes d'un ou plusieurs pays.
On peut parler de  réseau aérien d'une compagnie en particulier, de réseau aérien national (l'ensemble des lignes aériennes au niveau d'un pays), ou du réseau aérien mondial, qui est caractérisé par une organisation complexe et en évolution rapide.

## Historique
Le réseau aérien s'est développé dès les débuts de l'aviation. Il est caractérisé par l'augmentation rapide du trafic, l'augmentation du nombre de routes aériennes et d'aéroports, ainsi que de sa régularité.

## Caractéristiques
Un réseau aérien est caractérisé par sa taille et sa densité. Le réseau national le plus vaste du monde était jusqu'en 1991 celui de l'ex-Union Soviétique, monopole de la compagnie Aéroflot.
Un réseau aérien peut être considéré comme un graphe où les sommets sont les aéroports, et les arêtes sont les lignes aériennes reliant ces aéroports.
Il est extrêmement dense dans certaines régions (Europe, Amérique du Nord) et sa distribution est concentrée sur relativement peu d'axes: si on considère les liaisons de plus de 2 millions de passagers par an, cela ne concerne que 41 villes dont 23 rien qu'aux États-Unis.

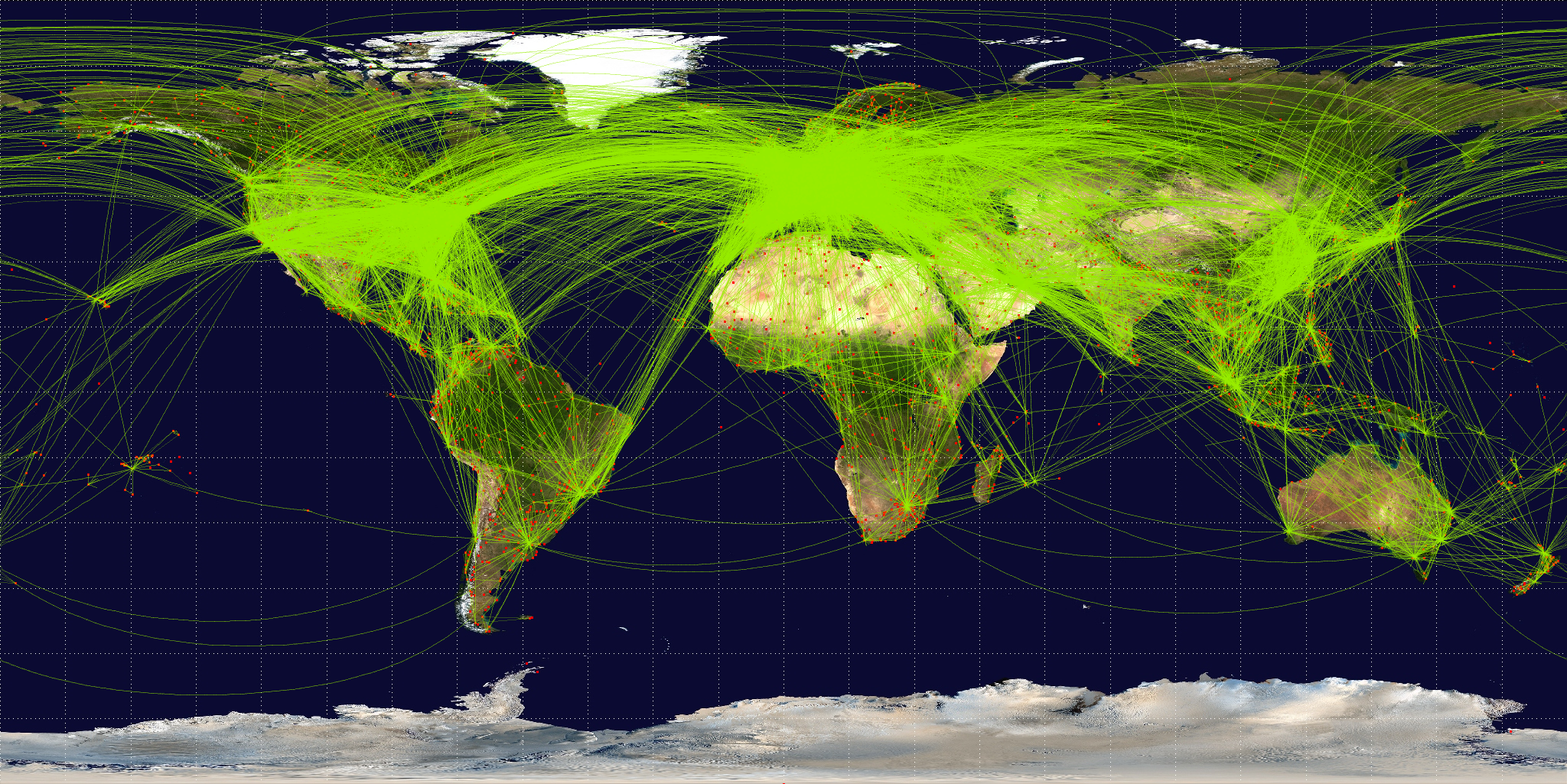
Réseau aérien mondial en 2009